# Automoteur Batignolles-Chatillon 155mm
Automoteur Batignolles-Chatillon 155mm — самоходная артиллерийская установка, разрабатывавшаяся во Франции в послевоенные годы.
САУ отличается от большинства одноклассников наличием поворотной башни. Строительство прототипа началось в 1955 году. Шасси машины аналогично M47, которые поставлялись во французскую армию. Башни с автоматом заряжания разрабатывались в 1958 году. В связи с отказом от проекта в декабре 1959 года была сделана только деревянная модель.